# 法拉-达尔帕戈
法拉-达尔帕戈（義大利語：Farra d'Alpago），曾是意大利威尼托大区贝卢诺省的一个市镇。总面积41平方公里，人口2846人，人口密度69.4人/平方公里（2009年）。国家统计（ISTAT）代码为025020。
2016年2月23日法拉-达尔帕戈、皮耶韦-达尔帕戈和波斯-达尔帕戈三市镇合并为新的阿尔帕戈市镇。